# Браїс Мендес
Браїс Мендес (ісп. Brais Méndez, нар. 7 січня 1997, Мос) — іспанський футболіст, півзахисник клубу «Реал Сосьєдад».
Виступав, зокрема, за клуб «Сельта».

## Клубна кар'єра
Народився 7 січня 1997 року в місті Мос. Вихованець юнацьких команд футбольних клубів «Сардома», «Санта-Марінья», «Вільярреал» та «Сельта Віго.
У дорослому футболі дебютував 2014 року виступами за команду клубу «Сельта Б», в якій провів чотири сезони, взявши участь у 56 матчах чемпіонату. 
До складу клубу «Сельта Віго» приєднався 2017 року. За п'ять сезонів відіграв за клуб з Віго 153 матчі в національному чемпіонаті.
6 липня 2022 року підписав контракт з командою «Реал Сосьєдад» до літа 2028 року.

## Виступи за збірні
2014 року дебютував у складі юнацької збірної Іспанії, взяв участь у 5 іграх на юнацькому рівні.
2018 року дебютував в офіційних матчах у складі національної збірної Іспанії.
| Дата       | Місто       | Господарі | Результат | Гості                | Турнір            | Голи | Примітки  |
| ---------- | ----------- | --------- | --------- | -------------------- | ----------------- | ---- | --------- |
| 18-11-2018 | Лас-Пальмас | Іспанія   | 1 – 0     | Боснія і Герцеговина | товариський матч  | 1    | 59'       |
| 2-9-2021   | Стокгольм   | Швеція    | 2 – 1     | Іспанія              | Відбір до ЧС 2022 | -    | 85'       |
| 5-9-2021   | Бадахос     | Іспанія   | 4 – 0     | Грузія               | Відбір до ЧС 2022 | -    | 74'       |
| 14-11-2021 | Севілья     | Іспанія   | 1 – 0     | Швеція               | Відбір до ЧС 2022 | -    | 89' 90+1' |
| Усього     |             | Матчів    | 4         |                      | Голів             | 1    |           |